# Gösta Krantz
Gösta Clarence Isidor Krantz, född 14 juni 1925 i Engelbrekts församling i Stockholm, död 26 december 2008 i Högalids församling i Stockholm, var en svensk revy- och filmskådespelare.

## Biografi
Krantz utbildade sig först till konditor, men övergick till skådespelaryrket efter att han deltagit i Vi som vill opp 1945. Han engagerades till Tivolirevyn på Gröna Lund 1946 och året därpå till Casinorevyn. Utöver många säsonger på Casino var Krantz engagerad vid Odeonteatern i Stockholm, Tantolundens friluftsteater, Oscarsteatern, Dramaten, Lisebergsteatern i Göteborg med mera. Under 1970-talet upplevde Casinorevyerna en renässans på Intiman i Stockholm med flera av de gamla skådespelarna, Gus Dahlström, Gunnar "Knas" Lindkvist, Carl-Gustaf Lindstedt och Gösta Bernhard, ofta flankerade av Siv Ericks och Eva Bysing.
Inom TV medverkade Krantz i bland annat Häpnadsväktarna, Clark Kent och Pratmakarna. På film gestaltade han bland annat landsfiskal Klöverhage i ett par Åsa-Nisse-filmer. Han spelade även dramatiska roller i bland annat Bröllopet, Utmaningen och Flugfällan. Gösta Krantz var med när Casinogänget gjorde comeback på Intiman 1972, en framgång som varade i åtta år. På senare år återupplivade Krantz casinohumorn tillsammans med Ulf Larsson.
Krantz var far till två söner: Thomas Krantz och filmproducenten Tony Krantz. År 2005 gav han ut sina memoarer Krantz från glädjevården. 
Krantz avled 2008 av en blodinfektion och är begravd på Maria kyrkogård i Stockholm.

## Filmografi
- 1951 – 91 Karlssons bravader
- 1952 – Kalle Karlsson från Jularbo
- 1952 – Ubåt 39
- 1952 – Oppåt med Gröna Hissen
- 1953 – Kungen av Dalarna
- 1953 – Vi tre debutera
- 1953 – Alla tiders 91 Karlsson
- 1954 – Aldrig med min kofot eller Drömtjuven
- 1955 – Älskling på vågen
- 1955 – Het är min längtan
- 1955 – Så tuktas kärleken
- 1955 – 91 Karlsson rycker in
- 1955 – Janne Vängman och den stora kometen
- 1955 – Bröderna Östermans bravader
- 1955 – Danssalongen
- 1955 – Åsa-Nisse ordnar allt
- 1956 – Het är min längtan
- 1956 – Pettersson i Annorlunda
- 1956 – Syndare i filmparadiset
- 1956 – Flamman
- 1956 – Den tappre soldaten Jönsson
- 1957 – 91:an Karlsson slår knock out
- 1957 – Enslingen Johannes
- 1957 – Mamma tar semester
- 1959 – 91:an Karlsson muckar (tror han)
- 1959 – Enslingen i blåsväder
- 1959 – Sängkammartjuven
- 1960 – På en bänk i en park
- 1961 – Svenska Floyd
- 1963 – Tre dar i buren
- 1964 – Är du inte riktigt klok?
- 1964 – Åsa-Nisse i popform
- 1964 – Bröllopsbesvär
- 1964 – Tre dar på luffen
- 1965 – För vänskaps skull
- 1965 – För tapperhet i tält
- 1965 – Pang i bygget
- 1966 – Trettio pinnar muck
- 1966 – Adamsson i Sverige
- 1966 – Åsa-Nisse i raketform
- 1969 – Eva – den utstötta
- 1969 – Ur kärlekens språk
- 1969 – Åsa-Nisse i rekordform
- 1971 – 47:an Löken
- 1972 – Anderssonskans Kalle
- 1972 – 47:an Löken blåser på
- 1972 – Kärlek - så gör vi. Brev till Inge och Sten
- 1972 – AWOL – avhopparen
- 1972 – Bröderna Malm (TV-serie)
- 1973 – Bröllopet
- 1974 – Någonstans i Sverige (TV-serie)
- 1974 – Det sista äventyret
- 1975 – Kom till Casino
- 1975 – Ungkarlshotellet
- 1977 – 91:an och generalernas fnatt
- 1977 – Bluff Stop
- 1978 – Albert & Herbert (TV-serie)
- 1980 – Sverige åt svenskarna
- 1981 – Hundarnas morgon
- 1981 – Skål och välkommen
- 1982 – Galopp
- 1982 – Jönssonligan & Dynamit-Harry
- 1982 – Mamma
- 1982 – Hedebyborna (TV-serie)
- 1982 – Dubbelsvindlarna (TV-serie)
- 1983 – Profitörerna (TV-serie)
- 1984 – Sömnen
- 1985 – August Strindberg ett liv (TV-serie)
- 1985 – Den nya banken
- 1986 – Amorosa
- 1987 – Lysande landning (TV-serie)
- 1988 – Clark Kent (TV-serie)
- 1990 – Macken – Roy's & Roger's Bilservice
- 1992 – Hassel – Utpressarna (TV-serie)
- 1994 – Svensson Svensson (TV-serie)
- 1994 – Utmaningen (TV-film)
- 1996–1997 – Rederiet (TV-serie) – Hans Schneider
- 1997 – Snoken (TV-serie)
- 1999 – Skilda världar (TV-serie)
- 1999 – Flugfällan
- 2001 – Den smala vägen

## Teater

### Roller (ej komplett)
| År   | Roll            | Produktion | Regi              | Teater                      |
| ---- | --------------- | --- | ----------------- | --------------------------- |
| 1950 | Medverkande     | Förtjusningens hus, revy Karl-Ewert, Charles Henry, Harry Iseborg och Werner Ohlson                                      | Werner Ohlson     | Odeonteatern, Stockholm     |
| 1950 | Medverkande     | Folk i farten, revy Karl-Ewert                                                                                           | Werner Ohlson     | Odeonteatern, Stockholm     |
| 1951 | Medverkande     | De' som gömmes i snö, revy Karl-Ewert                                                                                    | Werner Ohlson     | Odeonteatern, Stockholm     |
| 1951 |                 | Karusellen på Björkeby Sigge Fischer                                                                                     | Sigge Fischer     | Tantolundens friluftsteater |
| 1952 | Medverkande     | Kom som du ä', revy Karl-Ewert                                                                                           | Werner Ohlson     | Odeonteatern, Stockholm     |
| 1952 | Medverkande     | Klart för start Karl-Ewert                                                                                               | Werner Ohlson     | Odeonteatern, Stockholm     |
| 1953 | Medverkande     | Glädjen i topp revy Charles Henry, Allan Forss, Tryggve Arnesson, Karl-Ewert, Herr Dardanell                             | Werner Ohlson     | Odeonteatern, Stockholm     |
| 1956 | Medverkande     | Pst!, revy Stig Bergendorff och Gösta Bernhard                                                                           | Gösta Bernhard    | Blancheteatern              |
| 1959 | Medverkande     | Oh, revy Stig Bergendorff och Gösta Bernhard                                                                             | Gösta Bernhard    | Casinoteatern               |
| 1963 |                 | Gungstolen Hasse Ekman                                                                                                   | Hasse Ekman       | Lisebergsteatern            |
| 1963 | Plastik-Smith   | Teenagerlove Ernst Bruun Olsen och Finn Savery                                                                           | Ernst Bruun Olsen | Oscarsteatern               |
| 1964 | Mr Twimble      | Hur man lyckas i affärer utan att egentligen anstränga sig Frank Loesser, Abe Burrows, Jack Weinstock och Willie Gilbert | Folke Abenius     | Oscarsteatern               |
| 1966 | Bednarek        | Rannsakningen Peter Weiss                                                                                                | Ingmar Bergman    | Dramaten                    |
| 1969 |                 | Ungkarlslyan Burt Bacharach, Hal David och Neil Simon                                                                    | Ivo Cramér        | Oscarsteatern               |
| 1992 |                 | Ryck mig i slipsen Staffan Götestam och Sture Nilsson                                                                    | Staffan Götestam  | Göta Lejon                  |
| 1997 | Torsten Tideman | Spanska flugan Franz Arnold och Ernst Bach                                                                               | Thomas Ryberger   | Intiman                     |